# Liste der Berge oder Erhebungen in Neuseeland
Die sortierbare Liste der Berge oder Erhebungen in Neuseeland führt eine Auswahl an Bergen und Erhebungen in Neuseeland, darunter alle Dreitausender, auf, eingetragen nach der Höhe über dem Meeresspiegel.
| Name                               | Māori           | Höhe   | Gebirge                 | Region             | Koordinaten                 | Anmerkung | Foto |
| ---------------------------------- | --------------- | ------ | ----------------------- | ------------------ | --------------------------- | --- | ---- |
| Aoraki/Mount Cook                  | Aoraki          | 3724 m | Neuseeländische Alpen   | Canterbury         | -43.85495 170.17199         | Höchster Berg Neuseelands Neben dem High Peak liegen auch der Middle Peak (3717 m) und der Low Peak (3593 m) |      |
| Mount Tasman                       | Rarakiroa       | 3497 m | Neuseeländische Alpen   | West Coast         | -43.56573 170.15722         | Höchster Berg der Region West Coast                                                                          |      |
| Mount Dampier                      | Rakiroa         | 3440 m | Neuseeländische Alpen   | Canterbury         | -43.58945 170.13993         | |      |
| Mount Vancouver                    |                 | 3309 m | Neuseeländische Alpen   | Canterbury         | -43.58509 170.14182         | |      |
| Silberhorn                         |                 | 3300 m | Neuseeländische Alpen   | West Coast         | -43.5717 170.1577           | |      |
| Mount Hicks                        |                 | 3216 m | Neuseeländische Alpen   | Canterbury         | -43.58763 170.1291          | |      |
| Malte Brun                         |                 | 3199 m | Neuseeländische Alpen   | Canterbury         | -43.56238 170.30489         | |      |
| Lendenfeld Peak                    |                 | 3194 m | Neuseeländische Alpen   | West Coast         | -43.559838 170.16964        | |      |
| Mount Graham                       |                 | 3184 m | Neuseeländische Alpen   | West Coast         | -43.57338 170.15062         | |      |
| Torres Peak                        |                 | 3165 m | Neuseeländische Alpen   | West Coast         | -43.55972 170.14643         | |      |
| Mount Sefton                       |                 | 3151 m | Neuseeländische Alpen   | Canterbury         | -43.68249 170.04218         | |      |
| Mount Teichelmann                  |                 | 3144 m | Neuseeländische Alpen   | West Coast         | -43.57364 170.14678         | |      |
| Mount Haast (Westland District)    |                 | 3140 m | Neuseeländische Alpen   | West Coast         | -43.559 170.17785           | |      |
| Mount Elie de Beaumont             |                 | 3109 m | Neuseeländische Alpen   | West Coast         | -43.48173 170.32812         | |      |
| Douglas Peak                       |                 | 3087 m | Neuseeländische Alpen   | West Coast         | -43.54167 170.20244         | |      |
| Mount La Perouse                   |                 | 3078 m | Neuseeländische Alpen   | West Coast         | -43.60143 170.09214         | |      |
| Mount Haidinger                    |                 | 3068 m | Neuseeländische Alpen   | Canterbury         | -43.55137 170.19967         | |      |
| Mount Magellan                     |                 | 3049 m | Neuseeländische Alpen   | West Coast         | -43.57095 170.14218         | |      |
| The Minarets                       |                 | 3048 m | Neuseeländische Alpen   | West Coast         | -43.50857 170.27254         | |      |
| Malaspina                          |                 | 3042 m | Neuseeländische Alpen   | Canterbury         | -43.578246 170.145264       | |      |
| Mount Aspiring                     | Tititea         | 3033 m | Neuseeländische Alpen   | Otago              | -44.38421 168.72793         | Höchster Berg der Region Otago                                                                               |      |
| Mount Hamilton                     |                 | 3025 m | Neuseeländische Alpen   | Canterbury         | -43.55457 170.32932         | |      |
| Mount Dixon                        |                 | 3004 m | Neuseeländische Alpen   | Canterbury         | -43.56365 170.18128         | |      |
| Glacier Peak                       |                 | 3002 m | Neuseeländische Alpen   | Canterbury         | -43.538189 170.209637       | |      |
| Tapuae-o-Uenuku                    | Tapuae-o-Uenuku | 2885 m | Inland Kaikoura Range   | Canterbury         | -41.99593 173.66284         | Höchster Berg der Inland Kaikoura Range                                                                      |      |
| Mount Alarm                        |                 | 2877 m | Inland Kaikoura Range   | Canterbury         | -42.00935 173.637457        | |      |
| Mount Earnslaw                     | Pikirakatahi    | 2819 m | Neuseeländische Alpen   | Otago              | -44.62392 168.39691         | |      |
| Mount Ruapehu                      | Ruapehu         | 2797 m | Tongariro-Massiv        | Manawatū-Whanganui | -39.27872 175.56709         | Höchster Berg der Nordinsel                                                                                  |      |
| Mount Tutoko                       |                 | 2723 m | Darran Mountains        | Southland          | -44.5946 168.01254          | Höchster Berg der Region Southland                                                                           |      |
| Manakau                            | Manakau         | 2608 m | Seaward Kaikoura Range  | Canterbury         | -42.22501 173.61749         | Höchster Berg der Seaward Kaikoura Range                                                                     |      |
| Mount Pollux                       |                 | 2536 m | Neuseeländische Alpen   | Otago              | -44.23235 168.87347         | |      |
| Mount Taranaki (auch Mount Egmont) |                 | 2518 m |                         | Taranaki           | -39.29624 174.06382         | Höchster Berg der Region Taranaki                                                                            |      |
| Mount Brewster                     |                 | 2516 m | Neuseeländische Alpen   | West Coast         | -44.06565 169.45012         | |      |
| Mount Christina                    |                 | 2474 m | Darran Mountains        | Southland          | -44.7931 168.04849          | |      |
| Mount Murchison                    |                 | 2408 m | Neuseeländische Alpen   | Canterbury         | -43.00403 171.37688         | |      |
| Mount Gladstone                    |                 | 2370 m | Inland Kaikoura Range   | Marlborough        | -41.97807 173.60158         | |      |
| Mount Franklin                     |                 | 2340 m |                         | Tasman             | -42.05155 172.68767         | |      |
| Mount Ngauruhoe                    | Ngauruhoe       | 2291 m | Tongariro-Massiv        | Manawatū-Whanganui | -39.15841 175.6349          | Filmkulisse als Schicksalsberg                                                                               |      |
| Mount Hikurangi                    |                 | 1754 m |                         | Gisborne District  | -37.91917 178.06078         | |      |
| Mitre Peak                         |                 | 1692 m | Neuseeländische Alpen   | Southland          | -44.63276 167.85609         | Markanter Gipfel am Milford Sound/Piopiotahi                                                                 |      |
| Mount Haast (Buller District)      |                 | 1587 m |                         | West Coast         | -42.313238888889 172.080275 | |      |
| Mount John                         |                 | 1031 m |                         | Canterbury         | -43.98563 170.46516         | Standort des Mt John University Observatory                                                                  |      |
| Mount Anglem/Hananui               | Hananui         | 980 m  |                         | Southland          | -46.74031 167.91642         | Höchster Berg auf Stewart Island                                                                             |      |
| Mount Allen                        |                 | 750 m  |                         | Southland          | -47.08591 167.79884         | |      |
| Mount Dick                         |                 | 705 m  |                         |                    | -50.89 166.02               | Höchste Erhebung der Aucklandinseln                                                                          |      |
| Mount Gisborne                     |                 | 321 m  |                         | Bay of Plenty      | -37.51978 177.17882         | Höchste Erhebung der aktive Vulkaninsel Whakaari / White Island                                              |      |
| Maungawhau / Mount Eden            | Maungawhau      | 196 m  | Auckland Volcanic Field | Auckland           | -36.87817 174.76443         | Höchste Erhebung der Region Auckland                                                                         |      |
| Maungakiekie / One Tree Hill       | Maungakiekie    | 183 m  | Auckland Volcanic Field | Auckland           | -36.90005 174.78313         | |      |